# 邝汴
鄺汴（？—？），字子京，直隶河间府任丘縣民籍廣東高要县人，明朝政治人物，進士出身。

## 生平
正德十四年（1519年）己卯科順天鄉試舉人，嘉靖五年（1526年）登丙戌科进士，授翰林院庶吉士，歷官户部主事，七年四月与大理寺左寺副王鴻漸主考四川鄉試，歷官吏部文选司郎中，十二年六月調禮部精膳司郎中。十三年閏二月陞光禄寺少卿。

## 家族
邝汴祖籍广东高要县，永乐初年，畿内因戰亂多有荒地，朝廷下诏徙民充實。其祖邝可瑞自高要移民，子邝福移民河间府，为任丘人。